# Boy George
Boy George (polgári nevén George Alan O'Dowd) (Barnehurst, 1961. június 14. –) angol zenész, énekes-dalszerző. Szülei Gerry és Dinah O'Dowd. Négy fivére és egy nővére volt. Az 1980-as évek egyik legnagyobb pop-ikonja, leginkább a Culture Club együttes énekeseként ismert. Különleges kinézete, öltözéke, sminkje miatt is híres. 1981-ben alapította meg a Culture Clubot, amely az 1980-as és 1990-es években nagyon népszerű zenekar volt. Többször feloszlottak, viszont 2011 óta újból működnek. Boy George az 1980-as, 1990-es években, valamint a 2000-es évektől kezdve egészen napjainkig szólóban is tevékenykedik, illetve más zenekarokban is játszik. Kábítószer-függő volt, jó pár alkalommal letartóztatták heroin birtoklása miatt, többször elvonókúrán is járt. Ezen kívül számtalan más botrányba is keveredett pályafutása alatt. Több, mint tíz éve "clean and sober", azaz tiszta és józan.

## Diszkográfia
Stúdióalbumok
- Sold (1987)
- Tense Nervous Headache (1988)
- Boyfriend (1989)
- The Martyr Mantras (1991)
- Cheapness and Beauty (1995)
- The Unrecoupable One Man Bandit (1998)
- U Can Never B2 Straight (2002)
- Ordinary Alien (2010)
- This Is What I Do (2013)
- This Is What I Dub, Vol. 1 (2020)
- Cool Karaoke, Vol. 1 (2021)